# Anisodes caducaria
Anisodes caducaria là một loài bướm đêm trong họ Geometridae.